# غرانت جونسون
غرانت جونسون (بالإنجليزية: Grant Johnson)‏ من مواليد (24 مارس عام 1972، دندي المملكة المتحدة ) هو لاعب كرة قدم بريطاني يلعب كلاعب وسط.

## روابط خارجية
- غرانت جونسون على موقع قاعدة بيانات كرة القدم.إي يو (الإنجليزية)
- غرانت جونسون على موقع Soccerbase.com (لاعب) (الإنجليزية)